# Hanskarl von Hasselbach
Hanskarl von Hasselbach, född 2 november 1903 i Berlin, död 21 december 1981 i Pullach im Isartal, var en tysk kirurg och en av Adolf Hitlers eskortläkare.

## Biografi
År 1927 promoverades von Hasselbach till medicine doktor efter att ha lagt fram avhandlingen Über Halsfibrome. Hitler utnämnde 1934 Karl Brandt till sin eskortläkare och von Hasselbach blev två år senare dennes ställföreträdare. Den 22 juni 1941 anföll Tyskland Sovjetunionen och inledde Operation Barbarossa och von Hasselbach stationerades då i Führerhögvarteret i Wolfsschanze. Den 20 april 1943, på sin födelsedag, utnämnde Hitler von Hasselbach till professor extraordinarius.
År 1944 avskedades Brandt som förste eskortläkare och von Hasselbach förlorade då även sin post och kommenderades till ett fältlasarett på västfronten. Efter krigsslutet satt han under några år internerad av de allierade. Mellan 1949 och 1970 var von Hasselbach verksam som kirurg vid Von Bodelschwinghsche Stiftungen Bethel.